# Валід Хяр
Валід Хяр (фр. Walide Khyar; 9 червня 1995, Бонді, Франція) — французький дзюдоїст, олімпійський чемпіон 2024 року.

## Виступи на Олімпіадах
| Олімпіада           | Дисципліна      | Місце |
| ------------------- | --------------- | ----- |
| Ріо-де-Жанейро 2016 | до 60 кг        | 17    |
| Париж 2024          | до 66 кг        | 5     |
| Париж 2024          | змішана команда | 1     |

## Зовнішні посилання
- Валід Хяр на сайті International Judo Federation (англійська)
- Валід Хяр на сайті JudoInside.com (англійська)
- Валід Хяр на сайті AllJudo.net (французька)
- Валід Хяр на сайті Olympics.com (англійська)
- Валід Хяр на сайті Olympedia (англійська)
- Валід Хяр на сайті French Olympic Committee (французька)